# Miercurea Ciuc
Miercurea Ciuc (până în anii 1920 Sereda-Ciucului, în maghiară Csíkszereda, în germană Szeklerburg) este municipiul de reședință al județului Harghita, Transilvania, România, format din localitățile componente Ciba, Harghita-Băi, Jigodin-Băi și Miercurea Ciuc (reședința). Miercurea Ciuc este cea mai mică reședință de județ din România. Numele orașului este atestat pentru prima dată sub forma Csíkszereda într-o scrisoare din anul 1558, cu referire la târgurile săptămânale ținute aici în zilele de miercuri. Până în Perioada interbelică denumirea românească a orașului a fost Sereda-Ciucului, după care numele a fost tradus în forma actuală.

## Istoric

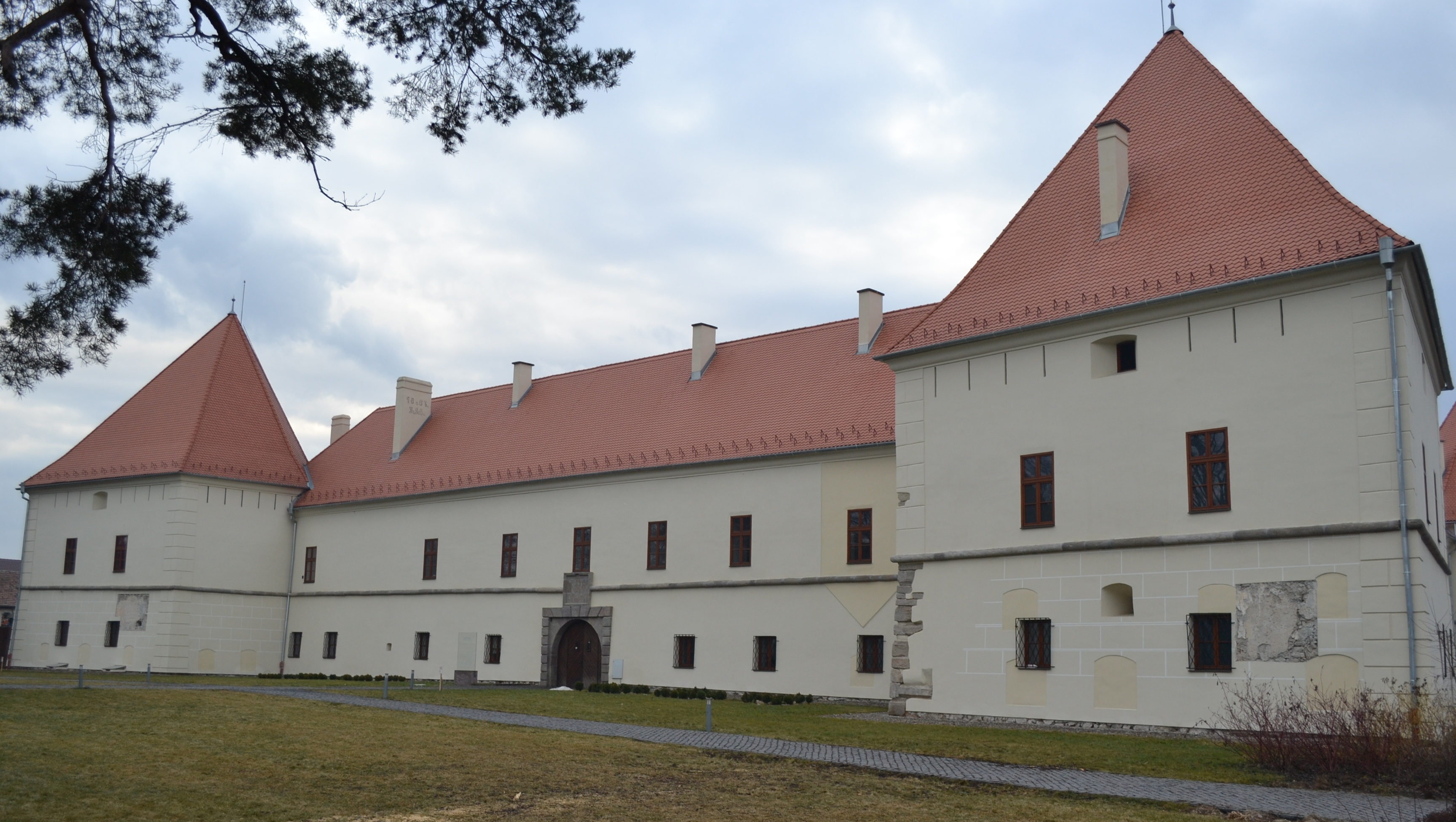
Castelul „Mikó”, sediul Muzeului Secuiesc al Ciucului

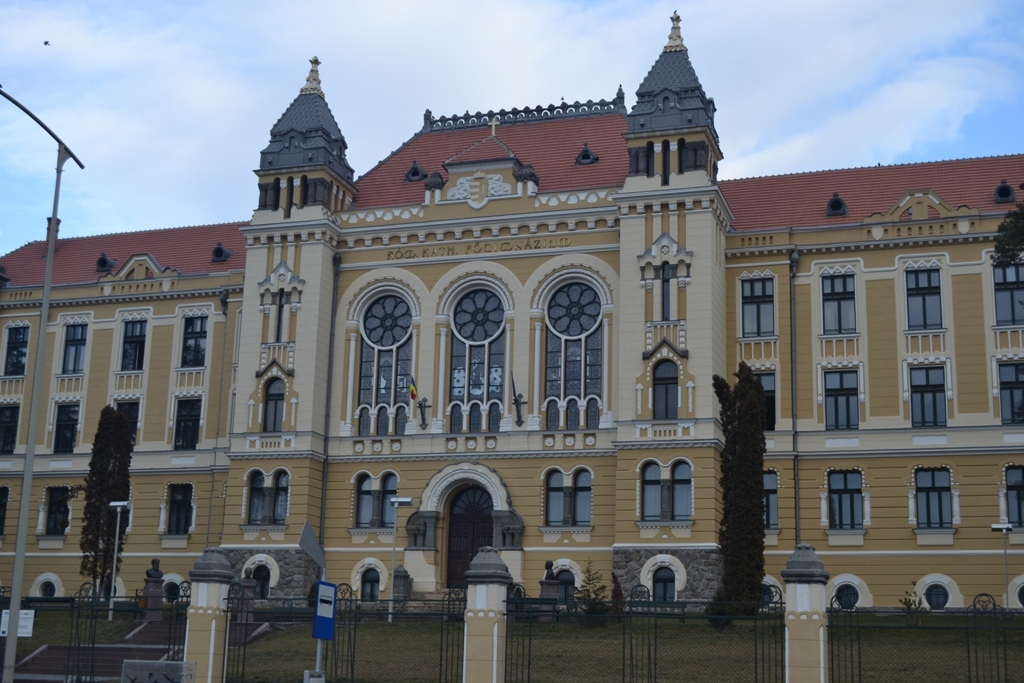
Colegiul Național „Márton Áron”

Săpăturile arheologice au scos la iveală în zona cartierului Jigodin urmele fortificației dacice de la Jigodin, din secolul I.
Primul document autentic cunoscut care atestă existența orașului ca „oraș de câmpie” este scrisoarea de privilegii eliberată de regina Izabella, mama lui Ioan Sigismund, principele Transilvaniei, datată la 5 august 1558, în care scutește locuitorii orașului de biruri în afara birurilor cuvenite Înaltei Porți otomane.
Construirea cetății Mikó începe la 26 aprilie 1623 din ordinul lui Francisc Mikó (1585-1635), consilier al principelui Gabriel Bethlen, diplomat, cronicar, căpitan al scaunului Ciuc. Cetatea este reconstruită în forma actuală între anii 1714-1716 sub conducerea generalului imperial contele Stephan Steinwille, eveniment atestat și de inscripția în piatră așezată deasupra porții de intrare a cetății. La Șumuleu din anul 1630 a funcționat un gimnaziu franciscan, iar din anul 1676 tipografia călugărului franciscan Johannes Caioni (Căianu). În conscripția din 1643 figurează 44 capi de familii, 108 persoane, 25 nume de familii. Primele comunități profesionale s-au format după anul 1649, breasla cizmarilor fiind consemnată în scrisoarea de privilegii emisă de Sigismund Rákóczi la 4 noiembrie 1649.
În anul 1661 trupele turco-tătare conduse de Ali, pașă de Timișoara, devastează Ciucul ca pedeapsă pentru participarea, fără acordul Înaltei Porți, la expediția militară împotriva Poloniei condusă de Gheorghe Rákóczi al II-lea. Despre atacul împotriva orașului informează celebrul călător și istoriograf turc Evliya Çelebi, martor ocular al evenimentelor, iar Kájoni consemnează: „Păgânii ... au jefuit tot Ciucul”.
În anii 1650, 1665, 1677 și 1707 în Miercurea Ciuc s-au ținut sfaturile generale ale scaunului Ciucului, prilej de comunicare a hotărârilor, constituțiilor acestuia. În ședința din 1707 s-a hotârât trimiterea, împreună cu vecinii din Trei Scaune (astăzi județul Covasna), a unui sol comun la principele Francisc Rákóczi I, conducătorul luptei antihabsburgice. Conform recensământului din 1721, în oraș au existat 49 gospodării și în jur de 250 de suflete, în 1755, în timpul construirii bisericii romano-catolice acest număr sporind la 450.
József Teleki a menționat în jurnalul său de călătorie faptul că în Miercurea Ciuc erau 83 de case în anul 1799.
Józef Bem, generalul revoluției pașoptiste, numește în fruntea trupelor din Secuime pe Sándor Gál, cu reședința în cetatea Mikó. Acesta trimite în tabăra revoluționară mai multe batalioane formate la Miercurea Ciuc. Începând de la mijlocul secolului al XIX-lea au fost incluse orașului următoarele suburbii: Mártonfalva, Csütörtökfalva (1891), iar în 1930 Jigodin, în 1959 Șumuleu Ciuc și Toplița Ciuc.
În anul 1878 Miercurea Ciuc a devenit reședința comitatului Ciuc. Calea ferată, dată în folosință la 5 aprilie 1897, a adus schimbări radicale în dezvoltarea orașului. Se înființează unități industriale de prelucrarea lemnului, de industrie ușoară și de construcții de mașini. În 1888 se reconstruiește spitalul, în 1898 se termină construcția clădirii primăriei, iar în 1911 clădirea Liceul Romano-Catolic din Miercurea Ciuc, în care s-a mutat școala medie înființată în 1630 în Șumuleu.
În 1910 Miercurea Ciuc avea 3.701, iar în 1930 4.807 locuitori. Miercurea Ciuc a rămas și după cel de al II-lea război mondial centrul regiunii, devenind în 1968 reședința județului Harghita. De la această dată s-a intensificat industrializarea forțată a orașului, ducând la modificări semnificative în structura populației. Conform datelor recensământului din 7 ianuarie 1992, populația orașului a fost de 46.029 de locuitori.
Din planul orașului, amintind de litera T pe vremea lui Balázs Orbán, a rămas numai partea orizontală, adică strada Petőfi, cât de cât în forma veche. Majoritatea clădirilor din strada Petőfi au fost construite la sfârșitul secolului XIX sau la începutul secolului XX. Clădirile vechi din strada Florilor au fost demolate în anii 1980–1989.
Printre cele mai importante clădiri civile ale orașului se numără: cetatea Mikó, construită în 1623, spitalul ORL (clădirea a fost construită inițial pentru a fi sediul comandamentului trupelor de grăniceri) și spitalul de boli contagioase, ambele edificii datând de la sfârșitul anilor 1700. Clădirea primăriei a fost construită în 1888 și aici s-a aflat sediul comitatului Ciuc. După revoluția din 1848 s-a construit spitalul vechi, aflat lângă cetatea Mikó. Palatul Justiției a fost construit în 1905, iar Liceul Romano-Catolic a fost dat în folosință în 1911. În timpul celui de al doilea război mondial s-a construit hotelul „Harghita”, în care funcționează din anul 2001 Jandarmeria. Tot în perioada interbelică au fost construite clădirea Băncii Naționale și Biserica Sfinții Apostoli Petru și Pavel, ca biserică greco-catolică, în stil modernist. Lăcașul de cult și-a început activitatea în anul 1930. Casa de cultură municipală a fost construită în 1963, patinoarul artificial „Vákár Lajos” în 1970, Spitalul județean și Policlinica în 1972, Galeria „Nagy Imre” în 1973, clădirea consiliului județean, casa de cultură a sindicatelor în 1986.

## Geografie
Orașul este situat la altitudinea de 662 m, pe malul râului Olt, în Depresiunea Ciucului, în partea de est a Transilvaniei .

### Climă
Clima în această zonă este rece (zona fiind numită și "Mica Siberie"), verile fiind foarte scurte (2-3 luni pe an), cu temperaturi între 10°-32 °C în timpul zilei și 2°-15 °C pe timpul nopții, iar iernile lungi (5-6 luni pe an) și geroase, cu temperaturi frecvent sub -30 °C.
Acest fenomen este cauzat de microclima specifică zonelor dintre munți înalți. În cazul Ciucului, este vorba de bazinul Ciucului de Mijloc - zona situată între Munții Ciucului și Munții Harghita. Iarna în acestă zonă aerul rece nu poate să fie dizlocat, rezultând suprapunerea unor straturi de aer rece. Aceeași cauză este și cea care duce la persistența ceții pe perioade lungi (uneori chiar 7-10 zile).

## Demografie
Componența etnică a municipiului Miercurea Ciuc
     Maghiari (72,13%)
     Români (15,38%)
     Alte etnii (0,99%)
     Necunoscută (11,5%)
Componența confesională a municipiului Miercurea Ciuc
     Romano-catolici (63,92%)
     Ortodocși (12,61%)
     Reformați (6,62%)
     Unitarieni (1,92%)
     Alte religii (2,29%)
     Necunoscută (12,64%)
Conform recensământului efectuat în 2021, populația municipiului Miercurea Ciuc se ridică la 34.484 de locuitori, în scădere față de recensământul anterior din 2011, când fuseseră înregistrați 38.966 de locuitori. Majoritatea locuitorilor sunt maghiari (72,13%), cu o minoritate de români (15,38%), iar pentru 11,5% nu se cunoaște apartenența etnică. Din punct de vedere confesional, majoritatea locuitorilor sunt romano-catolici (63,92%), cu minorități de ortodocși (12,61%), reformați (6,62%) și unitarieni (1,92%), iar pentru 12,64% nu se cunoaște apartenența confesională.
010.00020.00030.00040.00050.00019121948196619922011populațiePopulația istorică din Miercurea Ciuc
Date: Recensăminte sau birourile de statistică - grafică realizată de Wikipedia

## Politică și administrație
Municipiul Miercurea Ciuc este administrat de un primar și un consiliu local compus din 19 consilieri. Primarul, Attila Korodi, de la Uniunea Democrată Maghiară din România, este în funcție din octombrie 2020. Începând cu alegerile locale din 2024, consiliul local are următoarea componență pe partide politice:
|  | Partid                                 | Consilieri | Componența Consiliului | Componența Consiliului | Componența Consiliului | Componența Consiliului | Componența Consiliului | Componența Consiliului | Componența Consiliului | Componența Consiliului | Componența Consiliului | Componența Consiliului | Componența Consiliului | Componența Consiliului | Componența Consiliului | Componența Consiliului | Componența Consiliului | Componența Consiliului |
|  | -------------------------------------- | ---------- | ---------------------- | ---------------------- | ---------------------- | ---------------------- | ---------------------- | ---------------------- | ---------------------- | ---------------------- | ---------------------- | ---------------------- | ---------------------- | ---------------------- | ---------------------- | ---------------------- | ---------------------- | ---------------------- |
|  | Uniunea Democrată Maghiară din România | 16         |                        |                        |                        |                        |                        |                        |                        |                        |                        |                        |                        |                        |                        |                        |                        |                        |
|  | Alianța Maghiară din Transilvania      | 2          |                        |                        |                        |                        |                        |                        |                        |                        |                        |                        |                        |                        |                        |                        |                        |                        |
|  | Partidul Social Democrat               | 1          |                        |                        |                        |                        |                        |                        |                        |                        |                        |                        |                        |                        |                        |                        |                        |                        |

## Monumente și atracții turistice

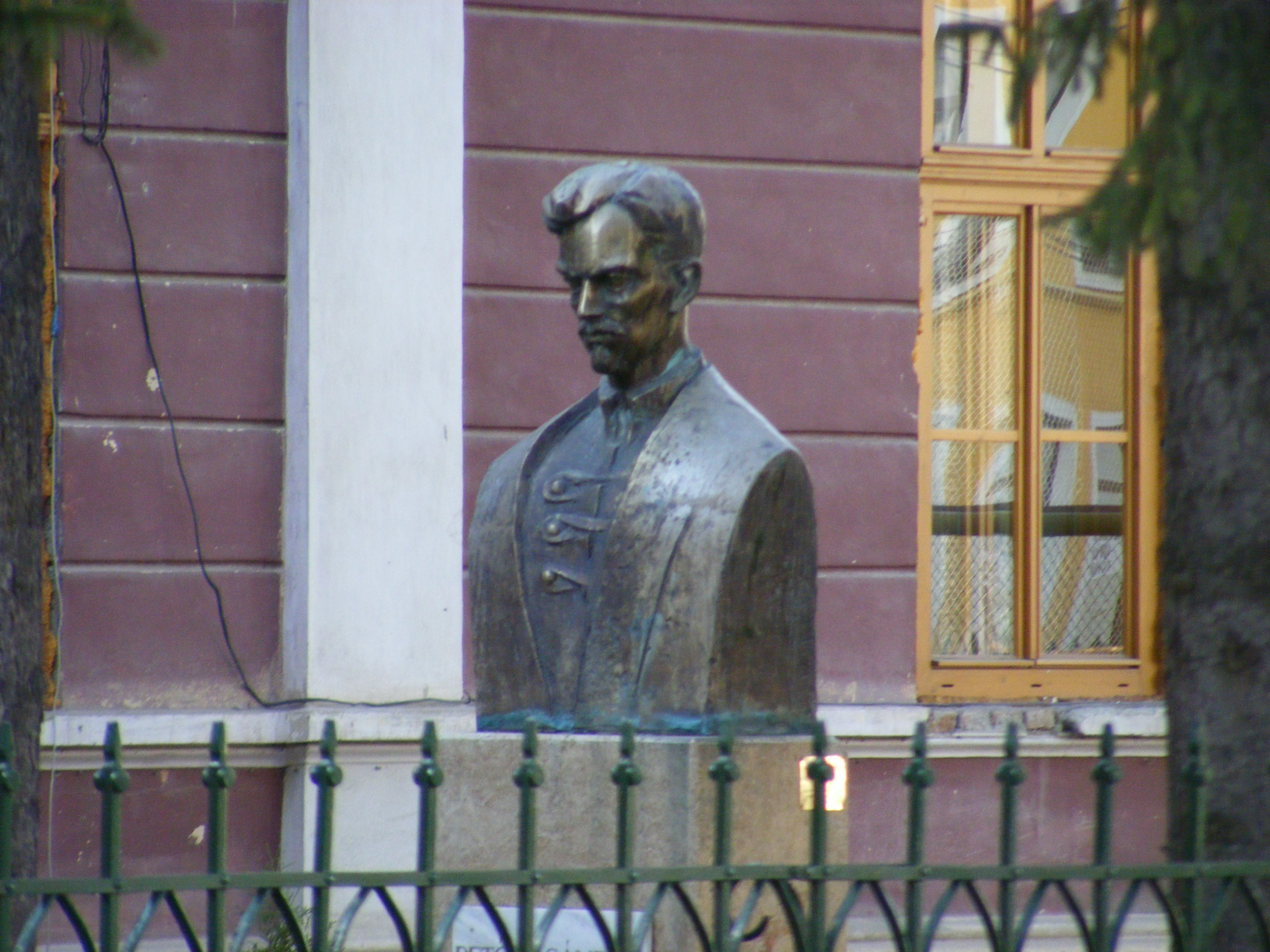
Statuia lui Sándor Petőfi

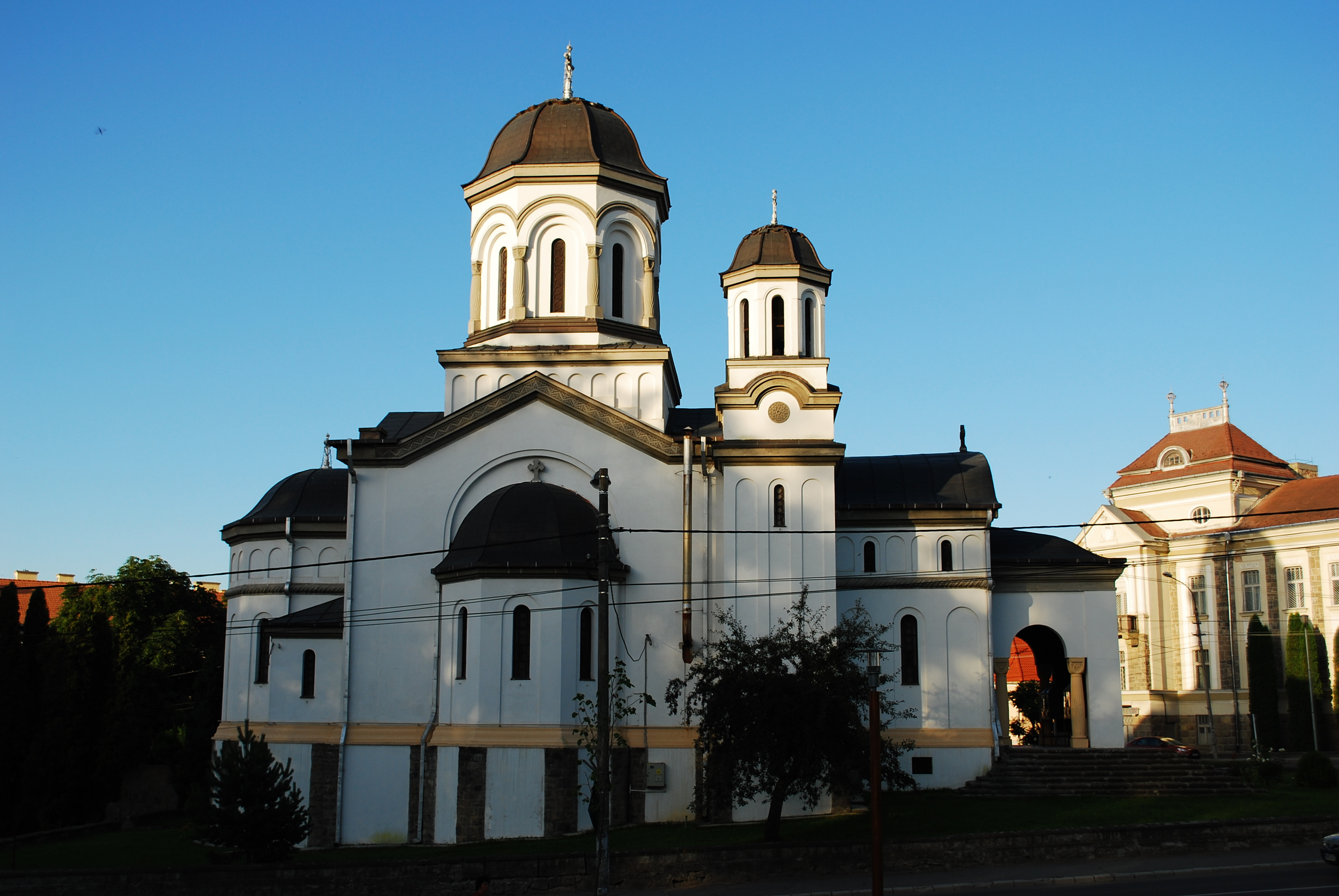
Catedrala ortodoxă

- Castelul "Mikó", azi își are sediul aici Muzeul Secuiesc al Ciucului.

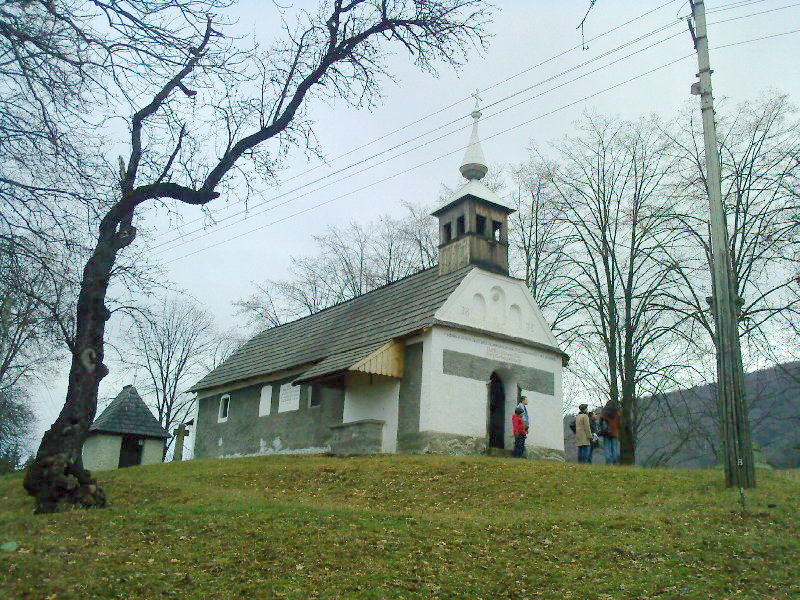
Capela "Salvator", construcție secolul al XV-lea

- Biserica romano-catolică "Sfânta Cruce", construită în 1758 în stil baroc.
- Biserica ortodoxă „Sfinții Apostoli Petru și Pavel", construită în 1930 în stil modernist de arhitectul Ferenc Berek (inițial biserică română unită, greco-catolică).
- Muzeul Oltului și Mureșului Superior, secție a Muzeului Național al Carpaților Răsăriteni, cu sediul în strada Petőfi Sándor, nr. 23. Muzeul găzduiește o expoziție permanentă de etnografie „Interior țărănesc”, precum și alte expoziții tematico-itinerante.
- Fosta clădire a Consiliului Județean, construită în 1886 în stil eclectic.
- Palatul Justiției, construit în 1892 în stil eclectic.
- Catedrala ortodoxă „Sfântul Nicolae", construită între anii 1929 și 1935 în stil neobizantin.
- Colegiul Național „Áron Márton”, construit între anii 1909 și 1911, în stil secession. Numit inițial Liceu Romano-Catolic, iar în anii comunismului Liceul de Matematică-Fizică, instituția poartă în prezent numele episcopului Áron Márton, episcop de Alba Iulia între 1938-1980.
- Cimitirul Eroilor. A fost creat după primul război mondial pe trei terase, în apropierea Corpului Batalionului 2 Pionieri. Numărul total al celor înhumați a fost de 1.077. Inițial, aici au fost înmormântați 422 soldați de diverse naționalități (români, italieni, germani, maghiari, austrieci, polonezi, cehi si ruși). Societatea „Cultul Eroilor” a reorganizat cimitirul, centralizând în perioada 1927-1928 un număr de 655 eroi. Evidența acestora a fost ținută în ordine alfabetică. În prezent, cimitirul nu mai are însemne de căpătâi.
- Monumentul eroului român. Monumentul, operă a sculptorului Marius Butunoiu, este amplasat în centrul orașului. Dezvelirea acestuia a avut loc la 19 august 1974. Baza monumentului, un piedestal de forma unei prisme dreptunghiulare, din beton placat cu marmură albă, susține statuia ronde-bosse din bronz a unui infanterist, înaltă de circa 4 m. Ostașul este echipat de luptă și ține deasupra capului, cu ambele mâini, o armă și un drapel de luptă. În spatele statuii se înalță un obelisc placat cu marmură albă. Pe fațada principală a piedestalului este montată o placă metalică cromată pe care este scris: „Glorie eternă ostașilor români care s-au jertfit în luptele pentru eliberarea patriei”.
- Biserica Mileniului (romano-catolică), ce se află lângă biserica romano-catolică „Sfânta Cruce”, proiectată de renumitul arhitect maghiar Imre Makovecz.
- Bazinul Ciucului de Jos (sit de importanță comunitară inclus în rețeaua ecologică europeană Natura 2000 în România)
- Ștrandul cu apă minerală de la Băile Jigodin

Cartierul Jigodin:
- Biserica romano-catolică "Sfânta Treime", care a fost construită în secolul al XV-lea în stil gotic, fiind extinsă în anul 1707 în stil baroc. Turnul ei a fost construit în 1800. Statuia Sfânta Fecioră Maria este din anul 1520, ca și cel din Șumuleu Ciuc.
- Conacul "Mikó" construit la începutul secolului al XIX-lea, în stilurile neoclasic și empire.

Cartierul Șumuleu Ciuc
- Biserica și Mănăstirea Franciscanilor, biserica fiind un loc de pelerinaj pentru romano-catolici.
- Capela "Salvator" din secolul al XV-lea.
- Capela „Isus în Chinuri”, datând probabil din secolele XV-XVII.
- Capela „Sf. Anton”, construită între 1750 și 1773.
- Lângă mănăstire se află fostul sediu al Ciucului, construit între anii 1825 și 1841, azi spital de boli contagioase și clinică TBC.
- Fostul liceu romano-catolic, construit în 1727, unde au învățat multe persoane celebre, azi orfelinat.
- Izvorul de apă minerală.

## Festivalul de Muzică Veche
Înființat în anul 1980, Festivalul se desfășoară anual, timp de circa o săptămână, pe parcursul lunii iulie, cu participarea celor mai importante formații de muzică din România și a unor ansambluri reprezentative din Europa. Din anul 2008, i se alătură o Universitate de Vară de Muzică Veche. Participarea publicului la concerte, majoritatea desfășurate în curtea castelului Mikó, este gratuită.

## Orașe și comunități înfrățite
- Bălți - Republica Moldova
- Beregovo (în maghiară Beregszász) - Ucraina
- Budakeszi, Cegléd, Giula (în maghiară Gyula), Gödöllő, Heves, Kaposvár, Makó, Tiszaújváros, Óbuda - Ungaria
- Autoguvernarea Armenilor din Zugló (în maghiară Zuglói Örmény Kisebbségi Önkormányzat) - Ungaria
- Želiezovce (în maghiară Zselíz) - Slovacia
- Riehen - Elveția

### Consulate
- Consulatul Republicii Ungare

## Personalități
- József Molnár (1849 – 1904), jurnalist, avocat, om politic austro-ungar;
- Szopos Sándor (1881 – 1954), pictor, grafician;
- Imre Nagy (1893 – 1976), pictor;
- Pál Péter Domokos (1901 – 1992), istoric și profesor;
- Nagy András György (1905 – 1982), medic, scriitor;
- József Venczel (1913 – 1972), sociolog, profesor universitar, scriitor;
- Ion Ferenz (1932 - 2003), jucător de hochei pe gheață;
- Eva Richter (n. 1937), demnitar comunist român, deputat în Marea Adunare Națională;
- Szobi Cseh (1942 - 2014), actor, cascador;
- Ana Mircea-Ferencz (n. 1953), demnitar comunist român, deputat în Marea Adunare Națională;
- Zsolt Erőss (1968 – 2013), alpinist;
- Robert Ilyeș (n. 1974), fotbalist;
- Pavel Bartoș (n. 1975), actor, prezentator de televiziune;
- Carol-Eduard Novak (n. 1976), ciclist al Federației Naționale de Ciclism, ministru al Sportului și Tineretului, primul medaliat Paralimpic al României, 3 medalii de argint (2008, 2012, 2020) și o medalie de aur (2012). La Jocurile Paralimpice de la Tokyo din 2021 a devenit primul medaliat din postura de ministru;
- Imola Kézdi (n. 1977), actriță;
- Éva Tófalvi (n. 1978), cea mai titrată biatlonistă ce a reprezentat România, prezentă la 6 Jocuri Olimpice de iarnă (1998, 2002, 2006, 2010, 2014, 2018);
- Emőke Szőcs (n. 1985), biatlonistă și fondistă, având dublă naționalitate română și maghiară
- Zoltán Kelemen (n. 1986), patinator;
- Edit Miklós (n. 1988), schioare alpină, având dublă naționalitate română și maghiară, specializată în probele de viteză (coborâre și super-G).

## Galerie de imagini

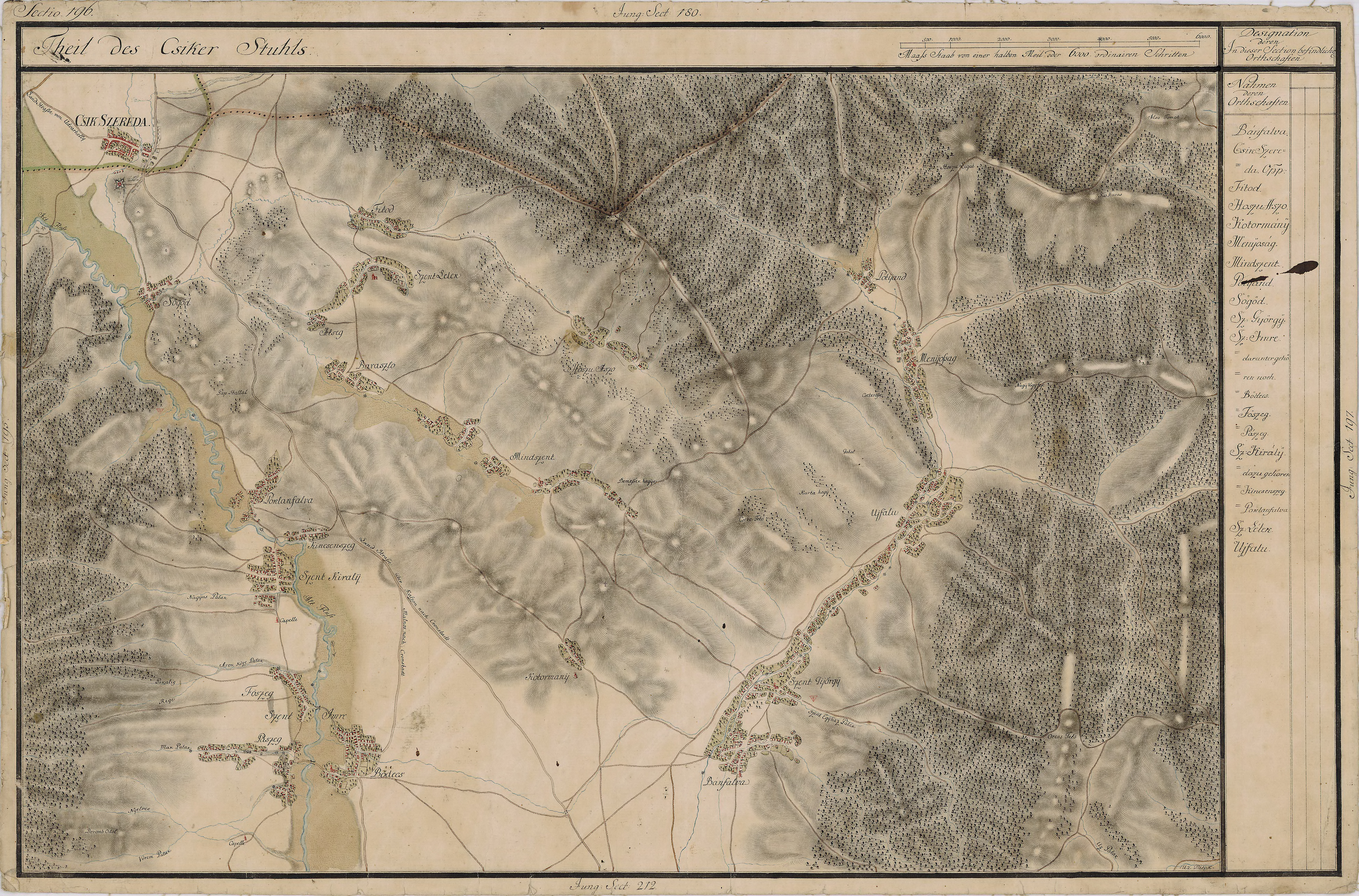
Miercurea Ciuc în Harta Iosefină a Transilvaniei, 1769-1773
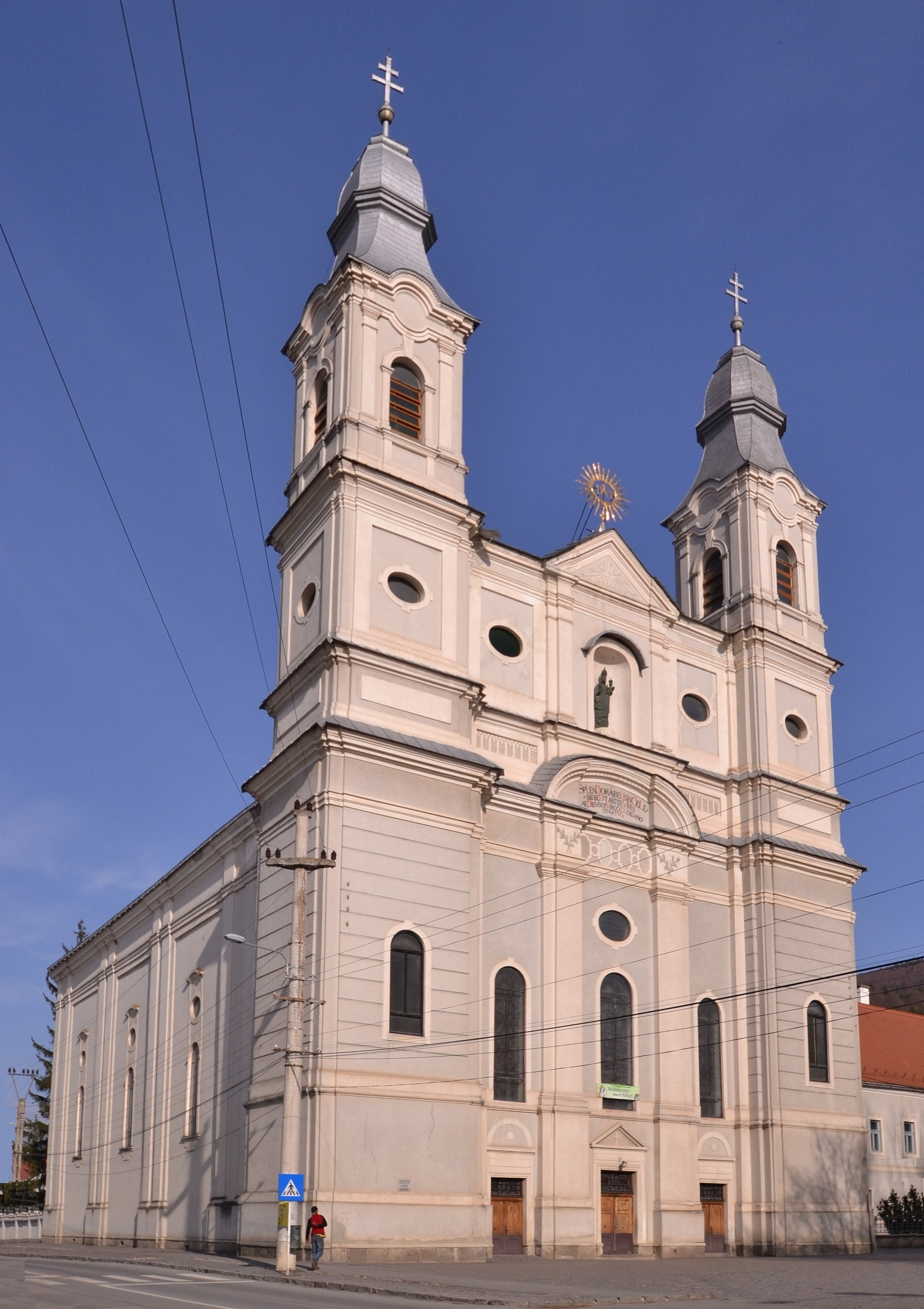
Biserica Mănăstirii Franciscane din Șumuleu
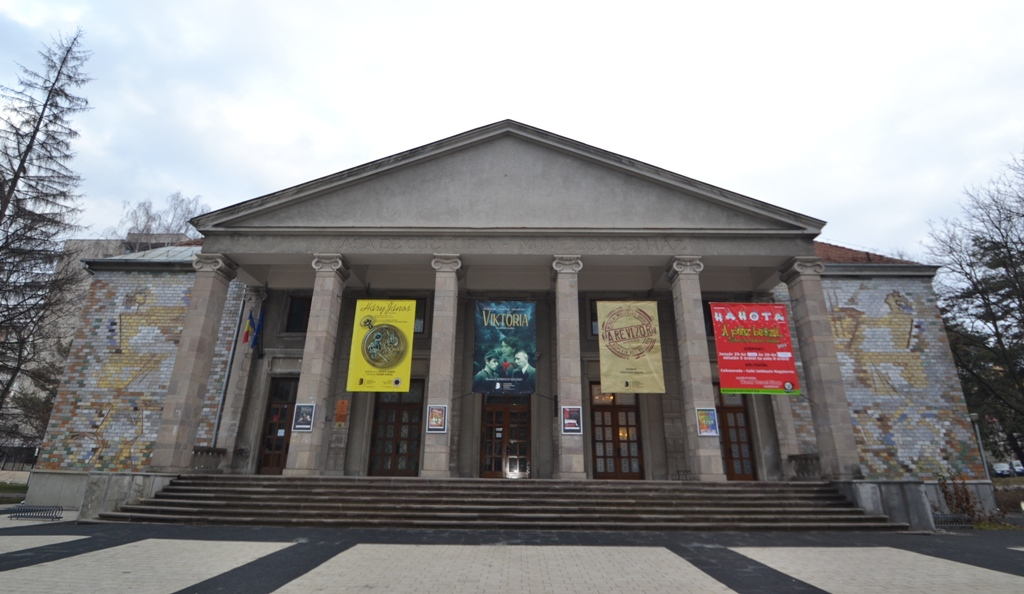
Teatrul
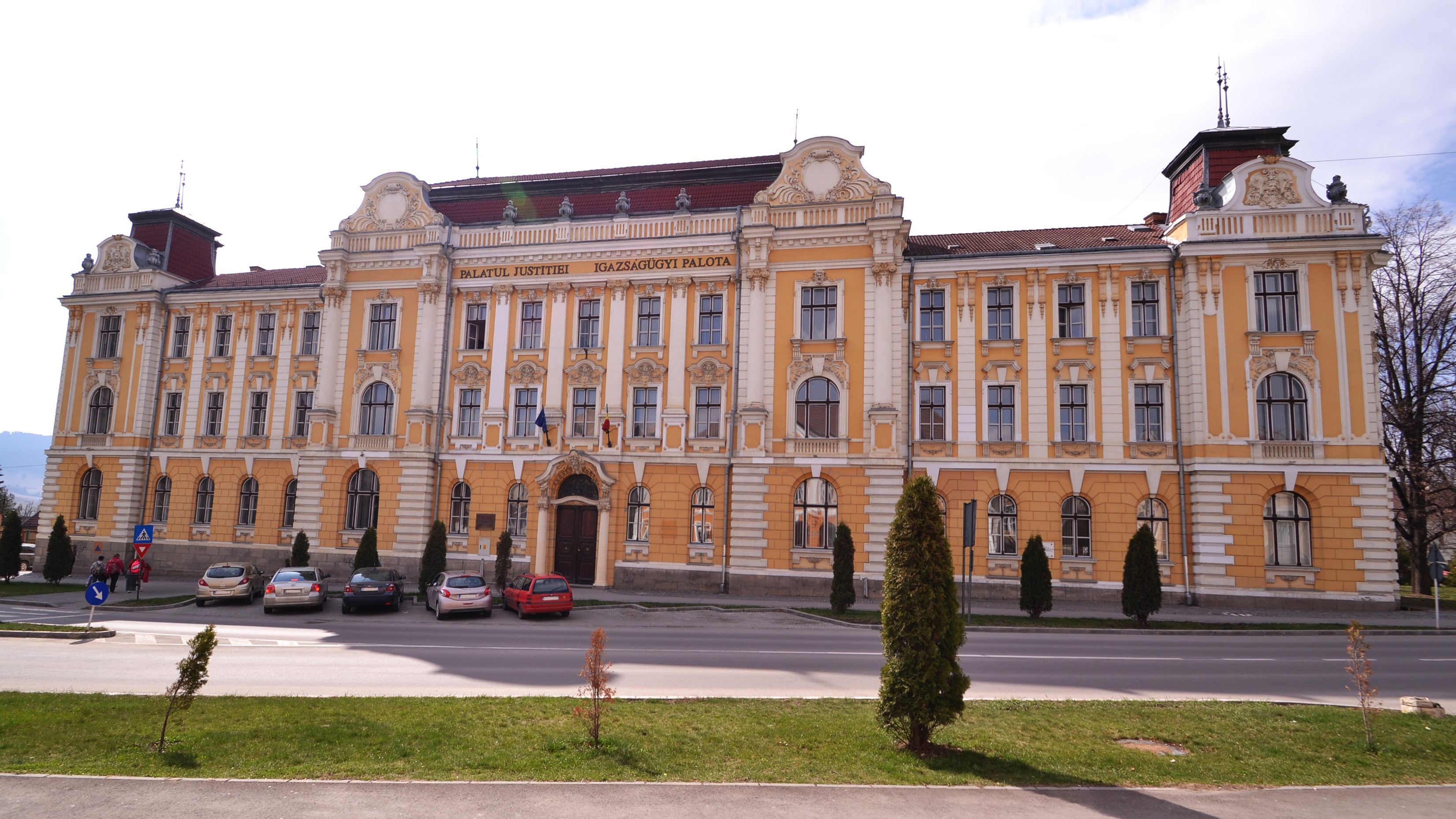
Palatul Justiției
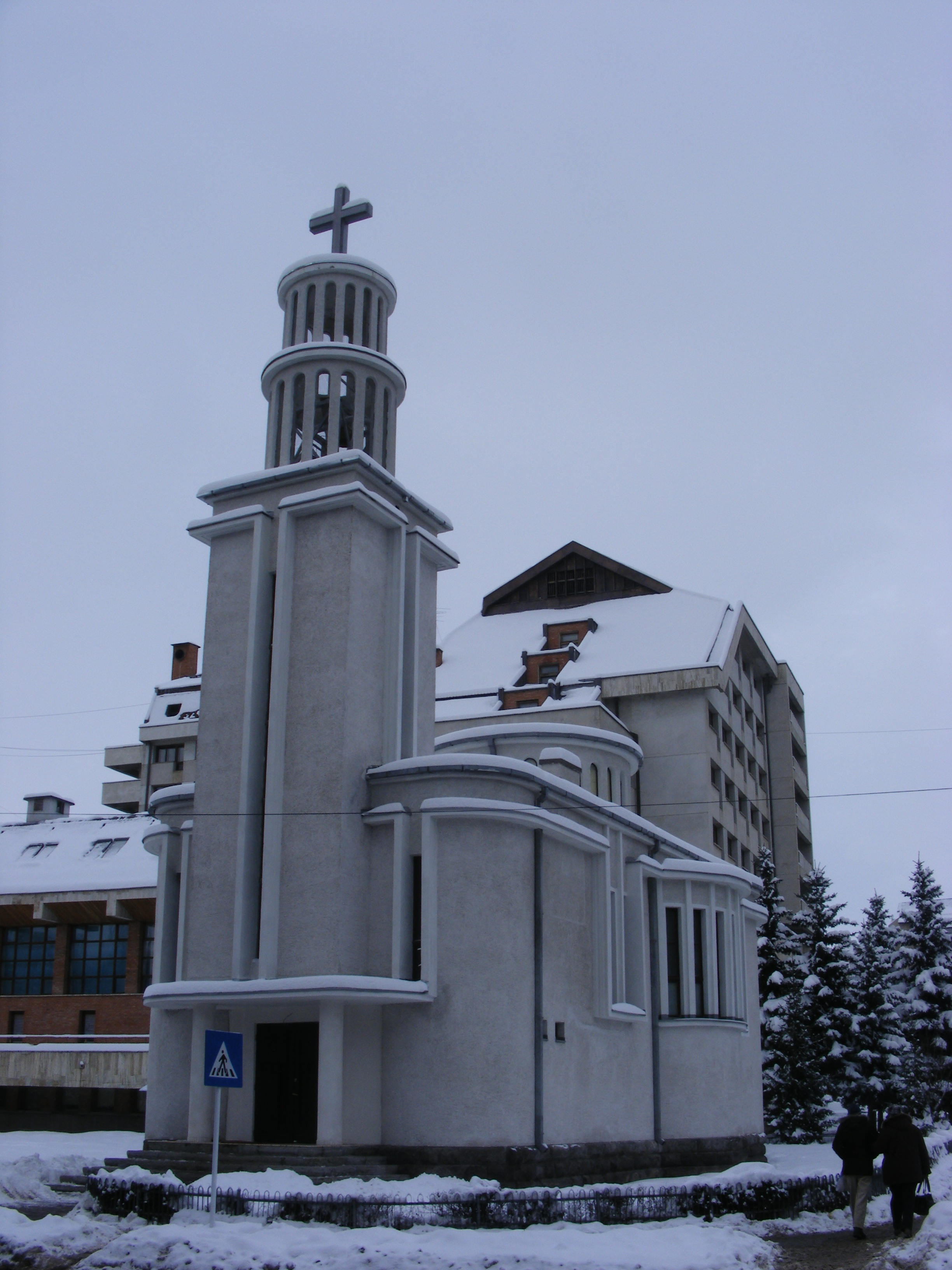
Biserica română unită (greco-catolică)
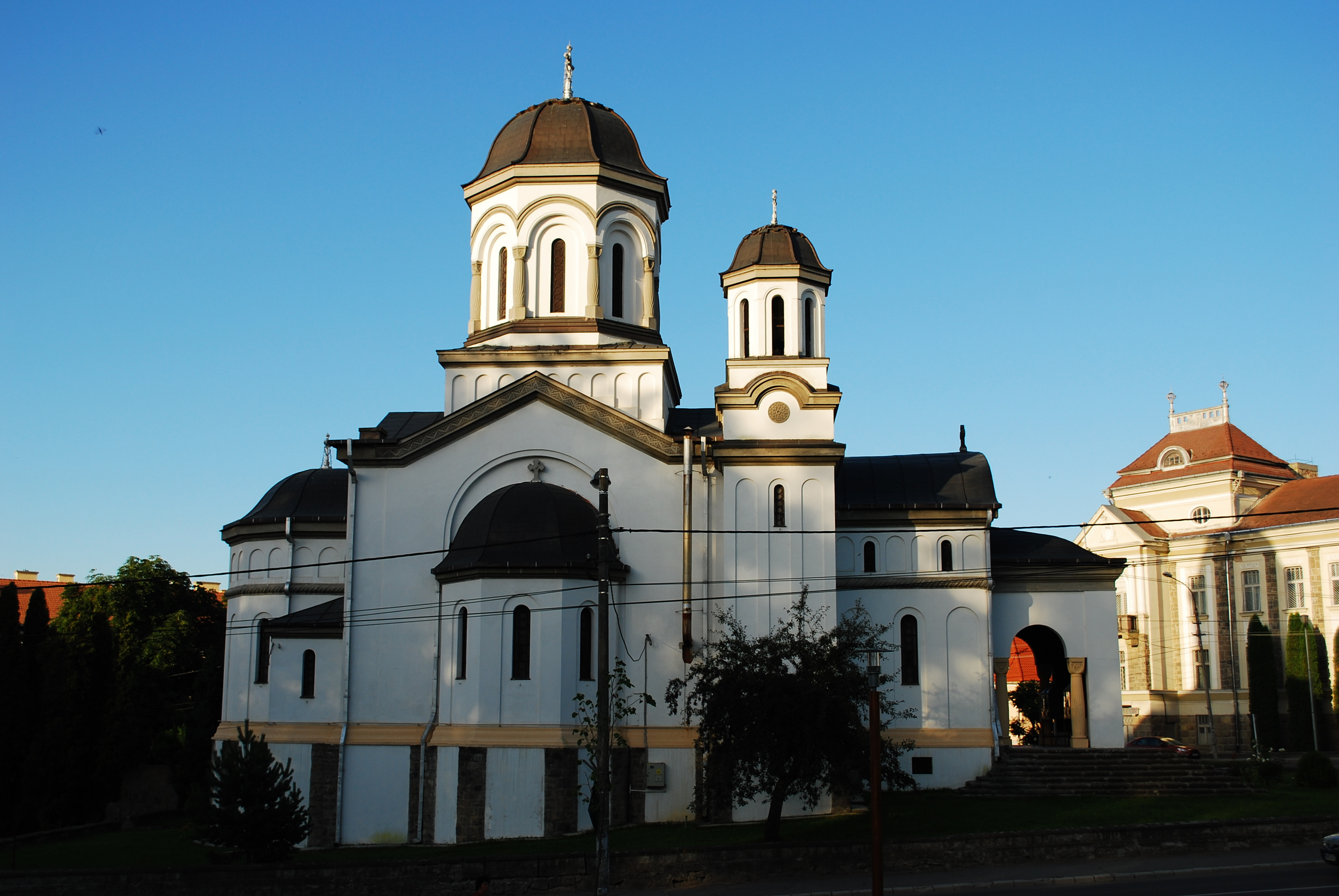
Catedrala ortodoxă a Covasnei și Harghitei
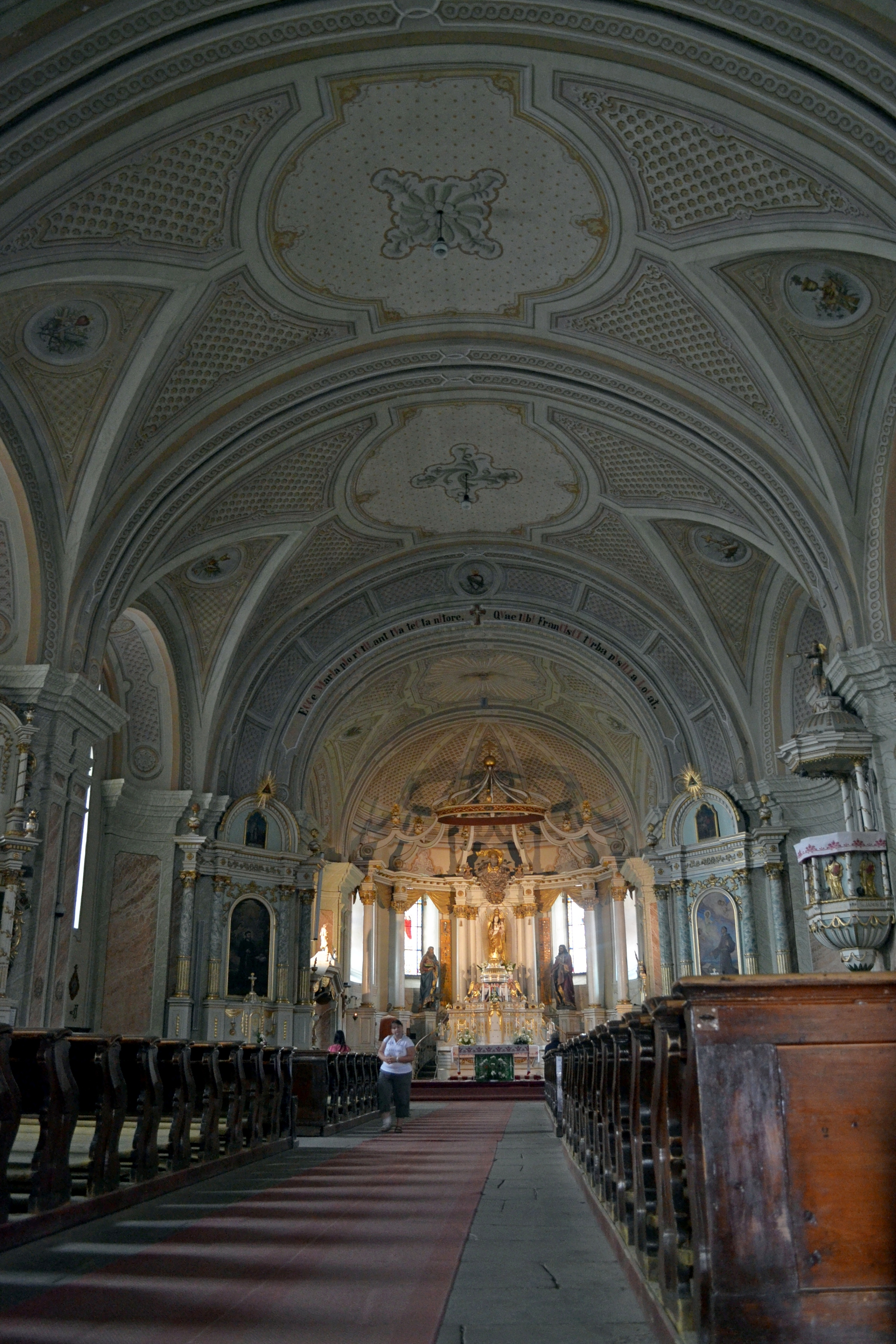
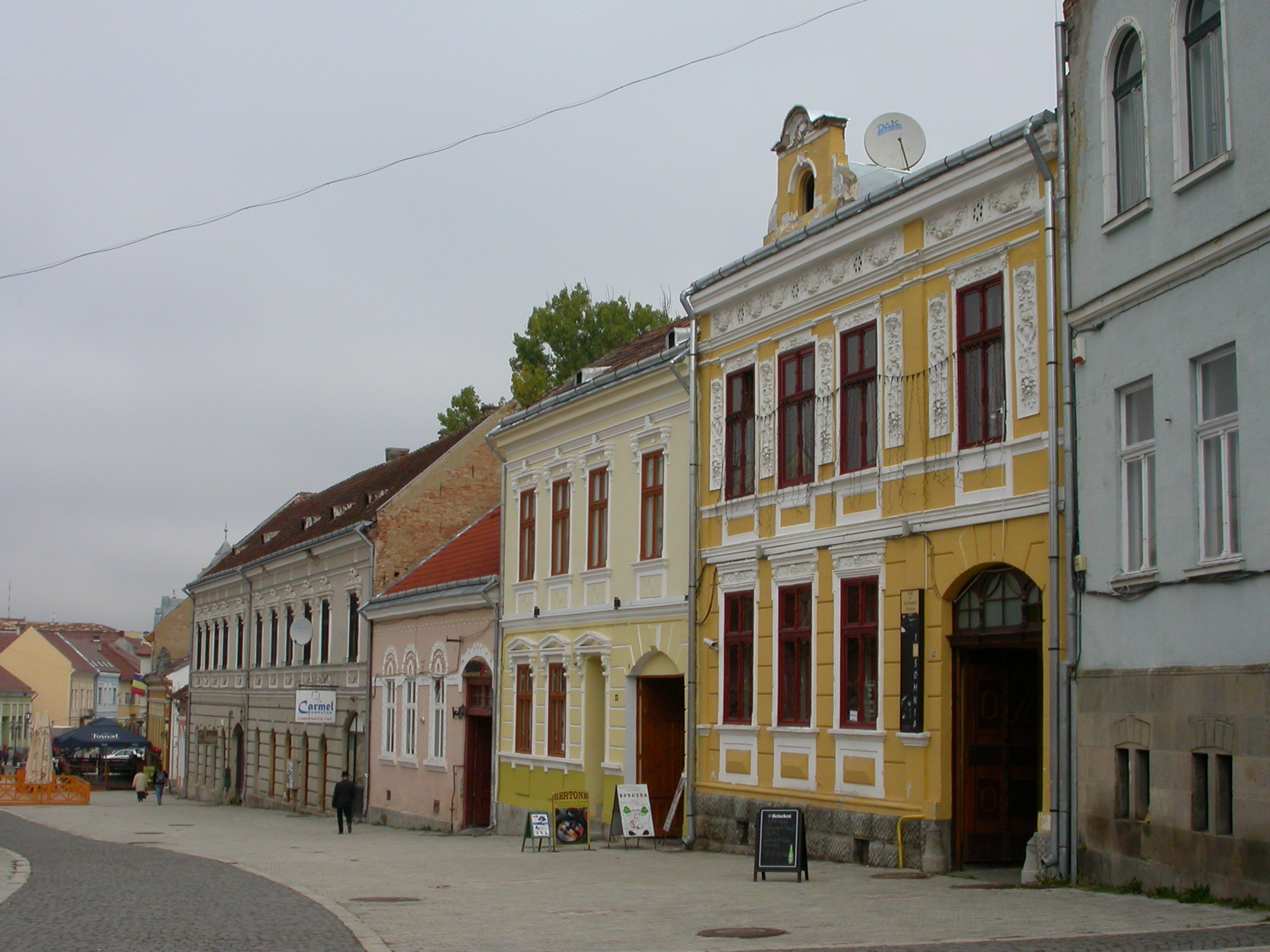
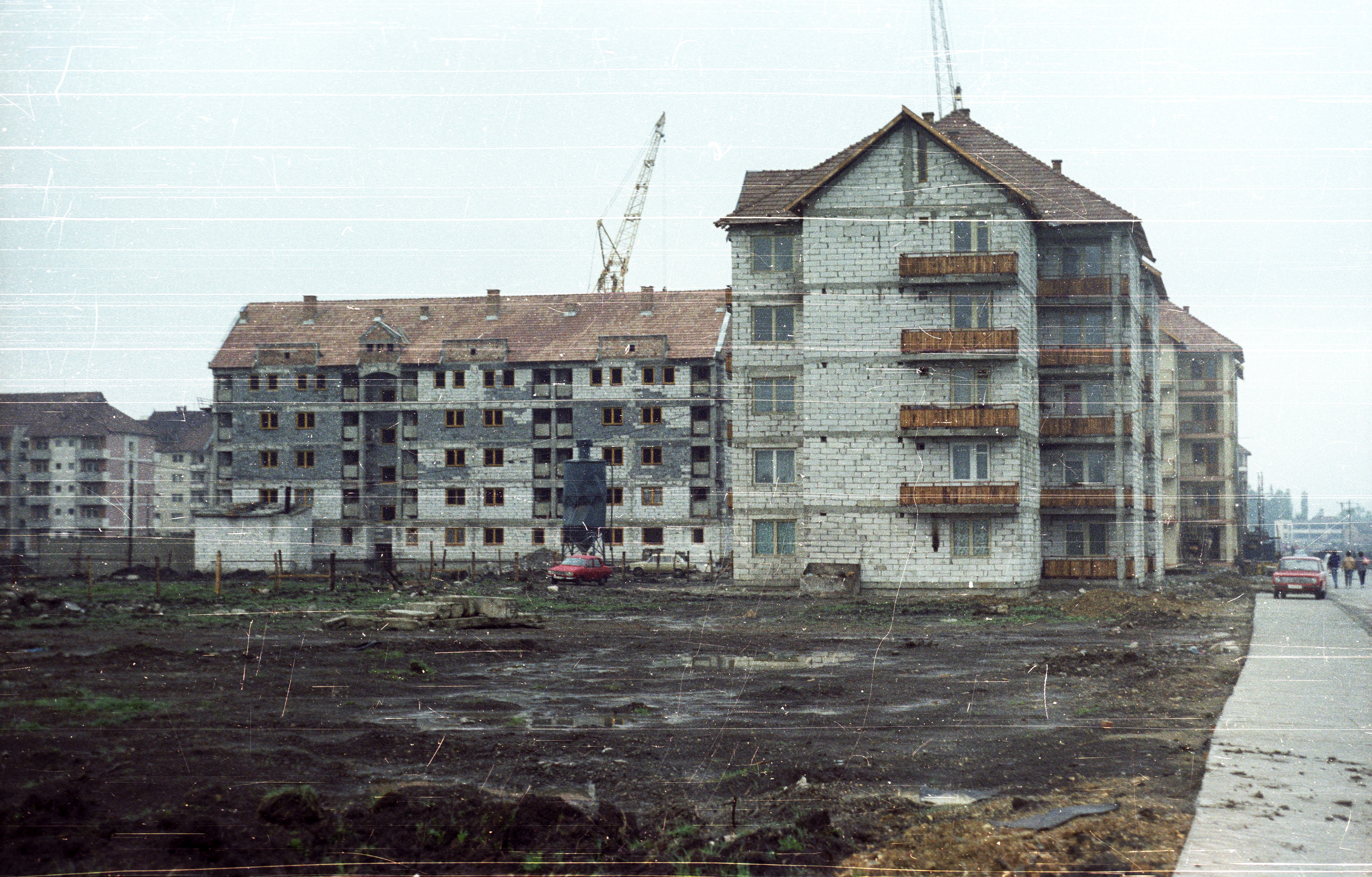
Strada Lunca Mare în 1988